# Iridokorneales endotheliales Syndrom
Das Iridokorneale endotheliale Syndrom (ICE-Syndrom) ist eine Gruppe sehr seltener Erkrankungen der Hornhaut mit fortschreitender Proliferation des Endothels.
Die Gruppe umfasst:
- Chandler-Syndrom, häufigste Form mit bis zu 50 %
- Cogan-Reese-Syndrom
- Essentielle Irisatrophie[3]

Die Krankheitsbilder unterscheiden sich jeweils durch das Ausmaß der Atrophie der Iris und Veränderungen der Hornhaut.
Die Bezeichnung wurde im Jahre 1979 durch den US-amerikanischen Augenarzt Myron Yanoff geprägt.

## Verbreitung
Ursache und Häufigkeit sind nicht bekannt, die Erkrankung tritt meist bei Frauen zwischen dem 20. und 50. Lebensjahr auf.
Als Verursacher werden Virusinfektion wie Herpes-simplex-Viren oder Epstein-Barr-Virus diskutiert.

## Klinische Erscheinungen
Klinische Kriterien sind:
- Meist einseitig
- Löcher, Atrophie der Iris
- Hornhautödem
- Verformung der Pupille
- Synechien

Häufige Komplikationen sind sekundäres Glaukom bis zu 50 %, eventuell mit Neuropathie des Sehnervens und Knötchenbildung der Iris.

## Differentialdiagnostik
Abzugrenzen ist u. a. die Peters-Anomalie.

## Therapie
Die Behandlung richtet sich hauptsächlich gegen das Glaukom und die Hornhautdystrophie.